# Isidor Demant
Isidor Karl Theodor Demant (* 1880 in Czernowitz, Österreich-Ungarn; † 1953 auf Zypern) war ein österreichischer Beamter, Architekt, Maler und Gründer der Gemeinnützigen Kleinsiedlungsgenossenschaft.

## Leben und Wirken
Isidor Demant studierte Architektur in Wien und wurde anschließend Beamter der Staatsbahndirektion in Linz. Aufgrund seiner Künstlernatur ließ er sich früh pensionieren und war als Maler und Architekt freischaffend tätig. Außerdem nahm er drei Jahre als Zeichner an archäologischen Grabungen mit Gabriel Welter teil. Mit Paul Theer entwickelte er in den 1930er-Jahren in Linz Projekte zum sozialen Wohnbau in Form der Stadtrandsiedlungen, die sogenannten Demantsiedlungen. Er gründete in Linz die Gemeinnützigen Kleinsiedlungsgenossenschaft. Dieses soziale Projekt für wohnungssuchende Arbeitslose wurde auch von der ständestaatlichen Bundesregierung gefördert.
Nach der Machtübernahme durch die Nationalsozialisten 1938 musste Demant, der zum Christentum konvertiert war, emigrieren, da er jüdischer Abstammung war. Nach Aufenthalten in mehreren Ländern ließ er sich samt Familie auf Zypern nieder, wo er bis zu seinem Tod 1953 lebte.

## Realisierungen

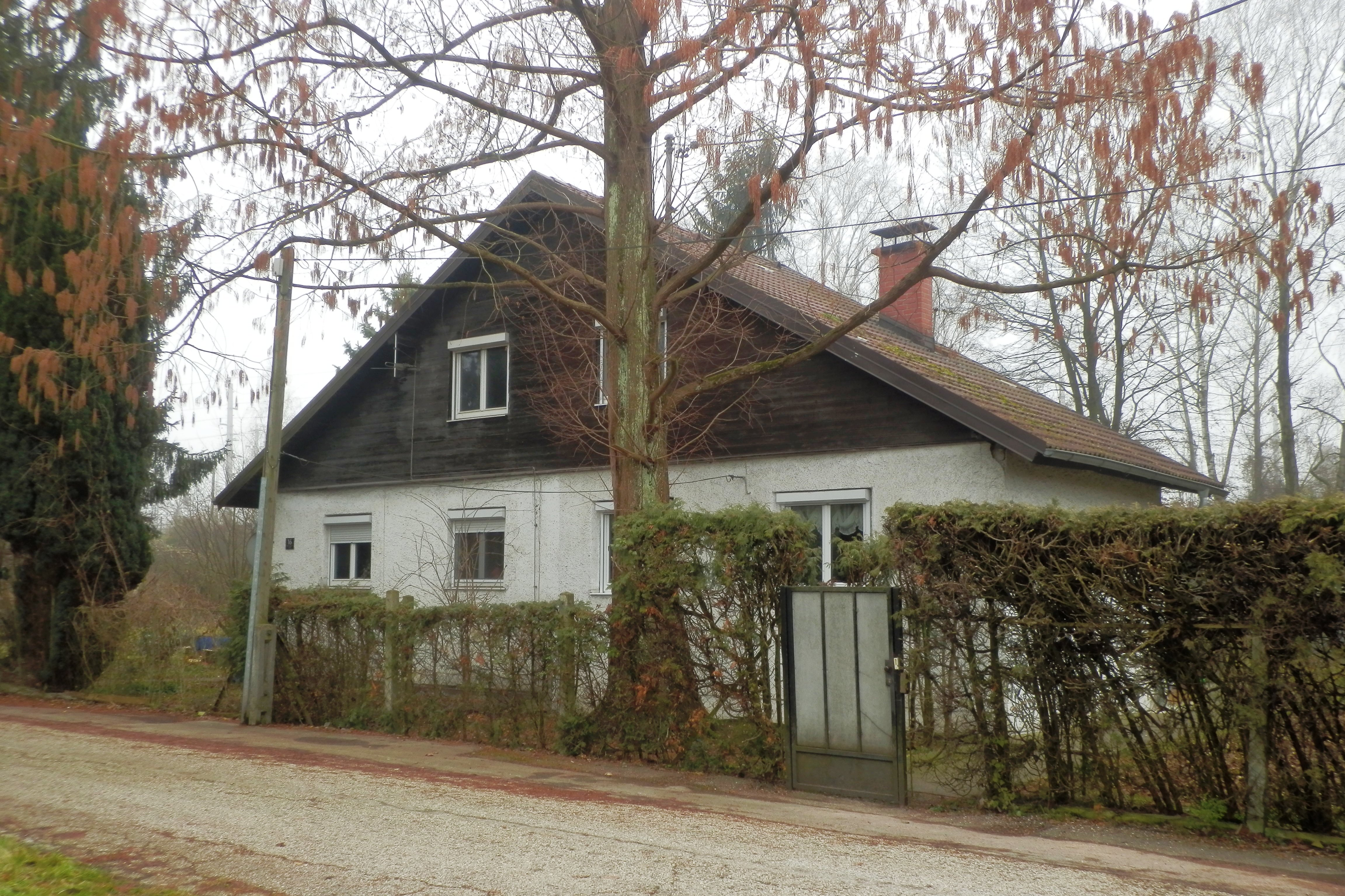
Das einzige erhaltene Haus der Demantsiedlung Kleinmünchen in der Wahringerstraße, Linz

Stadtrandsiedlungen in Linz (gemeinsam mit Paul Theer):
- Ing.-Demant-Siedlung Hagenau (bei der Wimhölzelstraße/A7-Halbanschlussstelle Industriezeile), abgebrochen
- Ing.-Demant-Siedlung Neue Welt (östlich der Westbahn, heute Bahn- bzw. VÖEST-Gelände), abgebrochen
- Ing.-Demant-Siedlung Kleinmünchen (östlich der Westbahn bei der Wahringerstraße), bis auf ein Doppelhaus abgebrochen
- Wohnhaus auf Zypern, kriegszerstört

Die meisten der Linzer Siedlungshäuser wurden ab 1938 wegen der Errichtung der Hermann-Göring-Werke (VÖEST) abgebrochen.